# Hédi Bouraoui
Hédi André Bouraoui (n. 16 iulie, 1932 în Sfax, Tunisia) este un poet, romancier și savant tunisiano-canadian.